# The Corrections
The Corrections (no Brasil: As Correções, em Portugal: Correcções), é um romance do escritor americano Jonathan Franzen publicado em 2001. Vencedor do National Book Award e do James Tait Black Memorial Prize, foi também finalista do Prêmio Pulitzer.